# Закарія Хаддуш
Закарія Хаддуш (араб. بوشار سفيان, нар. 19 серпня 1993, Тлемсен) — алжирський футболіст, нападник клубу «ЕС Сетіф».
Виступав, зокрема, за клуб «АСО Шлеф», а також олімпійську збірну Алжиру.

## Клубна кар'єра
У дорослому футболі дебютував 2011 року виступами за команду клубу «АСО Шлеф», в якій провів чотири сезони, взявши участь у 59 матчах чемпіонату. 
До складу клубу «ЕС Сетіф» приєднався 2015 року. Відтоді встиг відіграти за команду із Сетіфа 37 матчів в національному чемпіонаті.

## Виступи за збірну
2016 року захищав кольори олімпійської збірної Алжиру. У складі цієї команди провів 3 матчі. У складі збірної — учасник футбольного турніру на Олімпійських іграх 2016 року у Ріо-де-Жанейро.